# Frederick J. Karol
Frederick John Karol (* 28. Februar 1933 in Norton; † 16. Dezember 2018) war ein US-amerikanischer Chemieingenieur.

## Leben
Frederick J. Karol studierte an der Boston University Chemie und schloss das Studium 1954 mit dem Bachelor of Science ab. Er diente von 1954 bis 1956 für die United States Army im Koreakrieg. 1962 erlangte er am Massachusetts Institute of Technology den Ph.D. in organischer Chemie und war bis zum Jahr 2000 für das Unternehmen Union Carbide tätig. Karol war verheiratet, hatte drei Kinder und war passionierter Golfspieler. Seine letzten Lebensjahre verbrachte er in Lakewood.
Karols Forschungsschwerpunkt lag im Bereich der Katalyse. Außerdem entwickelte er ein Verfahren zur Herstellung von Polyethylenprodukten. Im Laufe seiner Karriere veröffentlichte er mehrere hundert wissenschaftliche Artikel und meldete in den Vereinigten Staaten über 120 Patente an. Frederick Karol wurde 1982 mit dem Thomas Edison Award of New Jersey, 1988 mit dem Chemical Pioneer Award, 1989 mit der Perkin Medal und dem Conley Award for Plastics/Engineering Technology, 1990 mit dem Society of Plastics Engineers International Award und 1991 mit dem ACS Award for Creative Invention ausgezeichnet. Außerdem wurde er 1992 in die New Jersey Inventors Hall of Fame und in die National Academy of Engineering, sowie 1997 in die Plastics Hall of Fame aufgenommen.